# Uno (化粧品)
uno（ウーノ）は、ファイントゥデイの男性向け化粧品のブランド。資生堂のメガブランド第2弾。
ファイントゥデイ資生堂の男性向け化粧品の主力ブランドで、主に10代 - 20代の若者をターゲットにしている。
発売当初は、無香料・ノンオイリー（油分ゼロ）を売り物にしていたが、最近発売されている商品には香料が含まれているものがある。
以前は資生堂から発売されていたが、2021年7月1日付でファイントゥデイ資生堂へ発売元が移管された。

## ラインナップ
- ヘアカラー
- 整髪料
  - ヘアスプレー
  - 整髪ジェル
  - デオドラントスプレー
  - ヘアワックス：ブランドの目玉商品。2007年に「ファイバーNEO」としてリニューアルした。
  - ファイバーNEO：オーランド・ブルーム主演のCMが話題を呼んだ。15g、80gの物が販売されている。
  - フォグバー：2009年8月から発売を開始した、霧状の整髪料。
- 洗顔料関連
  - ウーノ ホイップウォッシュ
  - 洗顔ペーパー
- あぶらとり紙（フィルム）
- 頭髪・体毛用はさみ
- 化粧水　スキンセラムウォーター

## コラボレーション
- 2016年に、ももいろクローバーZのアルバム『AMARANTHUS』と『白金の夜明け』のジャケットにおいて、資生堂unoチームがヘア＆メークディレクションを行った[2]。

## CM
- 初代CMは、ミュージシャンの小山田圭吾が出演。「かっこいいことはかっこわるい」をテーマに、日常のなんでもない男の子を小山田圭吾がやる気なさそうに出演。店頭POPと連動したなさけない飛行機のCGはかつてのMG5のボトルデザインをイメージさせ、彼らの父達の影響を意識した完璧なマーケティングで計画比の3倍を売り上げるという大ヒット商品となった。
- その後、2代目のモデルは松岡俊介が勤めることになったが、最終オーディションを彼と争ったのは、桜井和寿（Mr.Children）であった。
- かつては、髪の動きを人間の移動でたとえたことがあった。コマーシャルに総勢52名の芸人を起用、このCM企画に54タイプ（キングコング梶原とヒロシはそれぞれ2タイプ）のCMの6時間内でのオンエアが2005年8月26日に実行され達成し（テレビ朝日）、ギネスブックに載った。本来は主に男性が使う化粧品であるが、女性であるまちゃまちゃが登場している。この事から、「南海キャンディーズ、だいたひかるを出して欲しかった」という声もあった[どこ?]。このコマーシャルをきっかけにアンガールズ、いつもここから、カンニング竹山の三組で期間限定活動のバンド「U.N.O.BAND」を結成した。
- 公式ウェブサイトでは視聴者投票により、「変身度」「うっとり度」等それぞれ1位が発表された。
- 2006年は、新たにヘアカラーが商品ラインナップに加わったのをきっかけに新しいCMがオンエアされた。特に桂三枝（現・六代文枝）が出演し、生まれて初めて金髪に染めた。初オンエアは虎の門番組内コーナー。2005年バージョン同様に公式サイトでの視聴者投票（東西対決形式）があり、投票期間終了後、三枝と東西それぞれの1位であった藤森慎吾（オリエンタルラジオ）と川島明（麒麟）の3人が共演するCMも作られた。
- 2006年9月15日から、同年11月に公開された映画『木更津キャッツアイ ワールドシリーズ』とのコラボレーションCMのオンエアが開始された。なお、映画の前身である、TVドラマの『木更津キャッツアイ』を放送していたTBS系列とそれ以外では、ナレーションを使い分けている。（例：TBSでのCMは「ぶっさん」（役名）→TBS以外では「岡田准一」とナレーション）
- CMソングは2005年は「U-K」、2006年は「U-K-2」、2007年は「U-K-3」と変化しているが、一貫してジャズバンドの勝手にしやがれが担当している。
- 2007年からは、オーランド・ブルームを起用したCMを放映。120秒の限定CMは一夜限り放映された。
- 2008年からは、オダギリジョーを起用したCMを放映。オダギリが資生堂に入社した設定で実際に資生堂の社員と共演。55タイプのCMが制作され、新CMは6パターンが放送された。
- 2009年からは、妻夫木聡をイメージキャラクターに起用したほか、同年8月に発売した霧状の整髪料「フォグバー」のCMには、妻夫木と小栗旬、瑛太、三浦春馬の4人をCMに起用している。
- 2013年に新発売された洗顔料「ウーノ ホイップウォッシュ」の新TVCMには、妻夫木聡、小栗旬、瑛太、三浦春馬を継続起用し、資生堂では初の取り組みとなる動画共有サービス「YouTube」の画面デザインを採用し、TVなのに「YouTube」の画面かと思ってしまうようなインパクトのある斬新な構成を取り入れた。また、YouTubeの公式ブランドチャンネルにて、TVCM未公開映像を使って自分好みのオリジナルCMが作れる｢CMリミックスマシーン｣をYouTube限定スペシャルコンテンツとして、TVCMと同時に公開した[3]。
- 2018年には、関東地区で相応の知名度を持つホテル三日月のCMをパロディにしたCM[4]を制作。基本的に、AbemaTVなどのインターネットテレビやYouTubeなど、インターネット限定で配信している。地上波では、ロケで実際に使用された勝浦ホテル三日月（当時[注釈 1]）が所在する千葉県の地元放送局である千葉テレビ放送で、『AKB48チーム8のKANTO白書 バッチこーい!』に、「uno」名義でスポンサー提供することで同じCMが放映された。後に『おしゃれイズム』（日本テレビ ）でも放映された。

### CM出演者
1992年 - 2004年
- 松岡俊介（1993年 - 1995年）
- 小山田圭吾（1992年・音楽も担当）
- いしだ壱成
- 中居正広（1998年 - 2003年）
- 井上雄彦（2004年・演出も担当）

2005年
- 谷啓※
- アメリカザリガニ（柳原哲也、平井善之）
- アンガールズ（田中卓志、山根良顕）
- アンジャッシュ（児嶋一哉、渡部建）
- いつもここから（山田一成、菊地秀規）
- 江戸むらさき（野村浩二、磯山良司）
- エレキコミック（やついいちろう、今立進）
- キングコング（西野亮廣、梶原雄太）
- さくらんぼブービー（鍛治輝光、木村圭太）
- ザブングル（松尾陽介、加藤歩）
- 三拍子（高倉陵、久保孝真）
- シャカ（植松俊介、大熊啓誉）
- スピードワゴン（井戸田潤、小沢一敬）
- 東京ダイナマイト（松田大輔、ハチミツ二郎）
- トータルテンボス（大村朋宏、藤田憲右）
- どーよ（テル、ケンキ）
- 飛石連休（藤井宏和、岩見よしまさ）
- バナナマン（設楽統、日村勇紀）
- パラシュート部隊（矢野ペペ、斉藤優）
- ハロ（竹内康晃、増井歩）
- やるせなす（石井康太、中村豪）
- カンニング竹山
- ゴリけん
- Dice（現・ダイス）
- 団長（安田大サーカス）
- 長州小力
- ビビる大木
- ヒロシ
- ふかわりょう
- ホリ
- マイケル
- まちゃまちゃ
- 藤岡弘、（変身の掛け声で参加）

総勢52名
2006年上半期
- 桂三枝（現・桂文枝）※
- オリエンタルラジオ（中田敦彦、藤森慎吾）
- 麒麟（川島明、田村裕）
- キングコング（西野亮廣、梶原雄太）
- 千鳥（大悟、ノブ）
- ペナルティ（ヒデ、ワッキー）
- ロバート（山本博、秋山竜次、馬場裕之）
- 笑い飯（西田幸治、哲夫）
- 長州小力
- ネゴシックス
- うしくん（パペットマペット）

2006年下半期（映画「木更津キャッツアイ ワールドシリーズ」とのタイアップ）
- 岡田准一（V6） - ぶっさん
- 櫻井翔（嵐） - バンビ
- 岡田義徳 - うっちー
- 佐藤隆太 - マスター
- 塚本高史 - アニ
- 阿部サダヲ - 猫田
- 酒井若菜 - モー子
- 山口智充（DonDokoDon）※ - 山口
- 古田新太 - オジー
- 嶋大輔 - 「男の勲章」店長

2007年上半期
- アニマル浜口
- アントニオ小猪木
- 宇野薫
- 小比類巻貴之
- 桜庭和志
- 佐々木健介
- 品川庄司（品川祐、庄司智春）
- タイガーマスク
- 高山善廣
- チェ・ホンマン
- 長州力
- 長州小力
- 所英男
- 永田裕志
- 中西学
- 中邑真輔
- 武蔵
- 山崎邦正

2007年5月（デオドラントスプレー、講談社「ミスマガジン」とのタイアップ）
- 和希沙也 - 2002グランプリ
- 安田美沙子 - 2002ミスヤングマガジン
- 岩佐真悠子 - 2003グランプリ
- 瀬戸早妃 - 2003ミス週刊少年マガジン
- 山崎真実 - 2004読者特別賞
- 加藤理恵 - 2005読者特別賞
- 倉科カナ - 2006グランプリ
- 松岡修造（下の画面に参加）※

2007年8月24日（120秒CMは一夜限りの放映）
- オーランド・ブルーム

2008年3月4日
- オーランド・ブルーム
- 栗山千明

2008年9月5日
- オダギリジョー

2009年 - 2013年
- 妻夫木聡
- 小栗旬
- 瑛太
- 三浦春馬

- 宮崎あおい（2010年のみ）
- 菅井きん （2010年のみ）

2016年
- 竹野内豊
- 窪田正孝
- 野村周平

2021年
- 竹野内豊
- 窪田正孝
- 板垣瑞生
- もう中学生

※…ナレーションも担当